# Das Narrenschiff

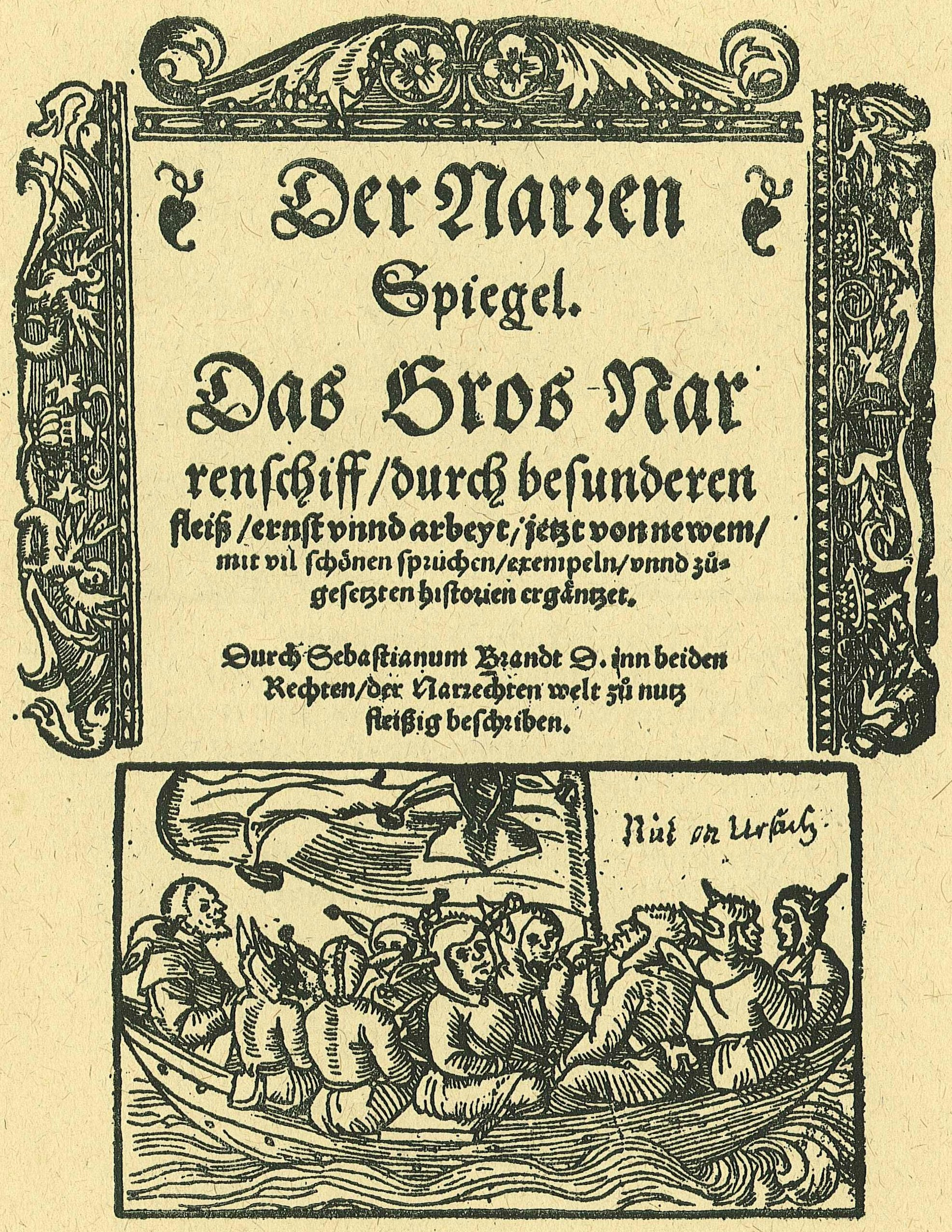
Titelblad van een uitgave uit 1549 van Das Narrenschiff

Das Narrenschiff (Latijn: Stultifera Navis, oorspronkelijke titel in het Vroegnieuwhoogduits: Daß Narrenschyff ad Narragoniam) is een satirische allegorie, op rijm geschreven in het Vroegnieuwhoogduits. Het werd in 1494 uitgegeven in Basel, door de humanistische schrijver en theoloog Sebastian Brant. De titel verwijst naar een allegorie van Plato, genaamd het "Narrenschip".

## Inhoud
Het werk bestaat uit een proloog, 112 korte satires, en een epiloog. Het is geïllustreerd met houtsnedes. Brant maakt gebruik van de allegorie over het narrenschip van Plato om de zwakheden en ondeugden van zijn tijd belachelijk te maken. Deze allegorie was zeer populair ten tijde van de uitgave van het werk. Het beschrijft een boot zonder kapitein, die bestuurd wordt door een groep dwazen. De groep dwazen is bereid eenieder te vermoorden die hun in de weg staat. De schuit blijft rondjes varen en bereikt nooit een haven, omdat de dwazen geen verstand van zaken hebben. De echte kapitein, die de sterren, de wind en de koers kent, komt niet aan bod en wordt niet gezien door hen.
In Das Narrenschiff wordt verteld hoe een schip vol dwazen koers zet richting het fictieve land Narragonia, het paradijs der dwazen. Gaandeweg worden de verschillende manieren waarop dwaasheid tot uiting komt op de hak genomen door Brant in korte satires: zo komen de corrupte rechter, de dronkaard en de kwakzalver aan bod. Er komen ook voorbeelden van dwaasheid in voor die ietwat bevreemdend overkomen op de hedendaagse lezer: zo wordt er gesproken over het morele falen dat achter onafgemaakte gebouwen steekt. Andere dwaasheden zijn echter van alle tijden, zoals een satirische beschrijving van uitstelgedrag.
Dwaasheid was een belangrijk literair instrument voor schrijvers uit die tijd om ongehinderd kritiek te kunnen uiten op de gevestigde orde. Dit komt onder andere terug in het door Erasmus geschreven boek Lof der zotheid. In zekere zin lijkt dit op hoe hofnarren onbelemmerd kritiek op de koning konden uiten. Door dwazen als spreekbuis te gebruiken, kon Brant onbelemmerd de Kerk terechtwijzen. Brant voert bijvoorbeeld een zelfbedachte heilige op in het werk, genaamd Sint Grobian. Deze zou volgens Brant de beschermheilige zijn van onbeschaafde en lompe mensen.

## Uitgaven
Het werk werd snel na publicatie populair. Voor 1521 verschenen er 6 officiële edities en 7 roofdrukken. Het werd kort na publicatie in een aantal talen vertaald. Het werk werd in 1497 door Jacob Locher in het Latijn vertaald. Daaropvolgende vertalingen in het Engels en het Frans lijken gebaseerd te zijn op deze Latijnse vertaling: in 1497 en 1498 werd het in het Frans door respectievelijk Pierre Rivière en Jean Drouyn vertaald. Zowel Alexander Barclay als Henry Watson vertaalden het in 1509 in het Engels. In 1500 werd een Vlaamse editie uitgegeven door de in Parijs woonachtige Vlaamse boekdrukker Guyor Marchand. Bij het vertalen van deze uitgave werd net als bij de Franse en Engelse uitgaven grotendeels gebruikgemaakt van de Latijnse editie, maar ook deels van de oorspronkelijke Duitstalige edities. De vele vertalingen geven goed aan hoe populair het werk destijds was.
De meeste houtsnedes in de eerste druk zijn gemaakt door een onbekende kunstenaar, die mogelijk vereenzelvigd kan worden met de Duitse renaissancekunstenaar Albrecht Dürer. Er wordt gesteld dat de houtsnedes in Das Narrenschiff het eerste voorbeeld zijn van opzettelijk humoristische illustraties in de Westerse boekdrukkunst. De dwazen worden afgebeeld met ezelsmutsen die met belletjes zijn bezet, en soms hebben ze een zogeheten "dwazenstok" vast, waarvan aan het uiteinde een klein dwazenhoofdje is bevestigd. Soms zijn de afgebeelde dwazen in gesprek met dieren.